# Società di trasformazione urbana
Una società di trasformazione urbana (STU) è un particolare tipo di società per azioni, promossa da un comune italiano come strumento di pianificazione territoriale.
Vennero introdotte nell'ordinamento giuridico italiano dall'art. 17, comma 59, della legge 15 maggio 1997, n. 127; la disciplina successivamente confluì nel ora art. 120 del decreto legislativo 18 agosto 2000, n. 267.
Può esser utilizzata per dare attuazione al piano regolatore, in collaborazione con almeno un socio privato, da scegliere con procedura di evidenza pubblica (l'operazione può essere quindi un tipo di finanza di progetto). Gli scopi sono l'acquisizione dell'area, la progettazione e realizzazione degli interventi e infine la vendita delle opere realizzate. Tale forma societaria permette di estendere anche alla quota di opere private sull'area le disposizioni speciali applicate alle opere di pubblica utilità.

### Riferimenti normativi
- Art. 30 del  Decreto-legge 30 settembre 2003 , n. 269 - Disposizioni urgenti per favorire lo sviluppo e per la correzione dell'andamento dei conti pubblici.
- Art. 17, comma 59, della legge 15 maggio 1997, n. 127
- Art. 120 del decreto legislativo 18 agosto 2000, n. 267